# Circle Line (London)
| Linienfarbe:    | Gelb                            |
| Eröffnungsjahr: | 1863 (1949)                     |
| Linientyp:      | Unterpflasterbahn               |
| Stationen:      | 35                              |
| Länge:          | 27 km                           |
| Depot:          | Hammersmith                     |
| Fahrzeuge:      | S7 Stock (7 Wagen je Zug)       |
| Fahrgäste:      | 114.609.000 (jährlich, mit H&C) |

Die Circle Line ist eine U-Bahn-Linie der London Underground, die um das Stadtzentrum von London herumführt. Auf dem Liniennetzplan ist sie gelb eingezeichnet. Im Norden und Osten bildet sie die Grenze zur Tarifzone 1. Die Linie hat 35 Stationen und ist 27 km lang. Bis Dezember 2009 war die Circle Line eine reine Ringlinie, mit der Übernahme des Streckenastes nach Hammersmith erhielt sie die Form einer Ring-Radial-Linie. Auf dem größten Teil der Strecke nutzt sie die Gleise der District Line, der Metropolitan Line und der Hammersmith & City Line. Die Infrastruktur existiert zum Teil bereits seit 1863, als eigenständige Linie gilt die Circle Line aber erst seit 1949.

## Geschichte

### Entstehung

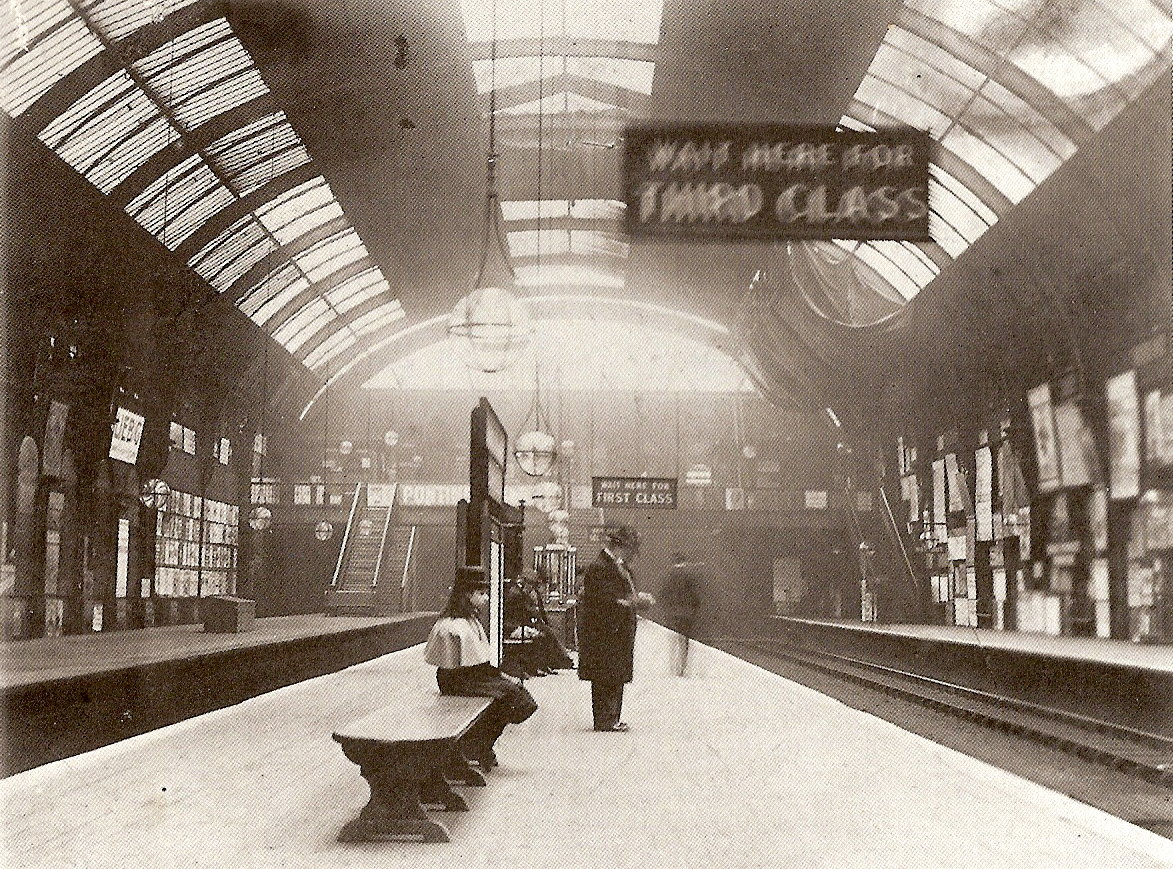
Die Station High Street Kensington im Jahr 1892

Die Metropolitan Railway, die erste U-Bahn der Welt, eröffnete am 10. Januar 1863 die Strecke zwischen Paddington und Farringdon. Im selben Jahr empfahl eine Sonderkommission des House of Lords den Bau einer inneren Ringstrecke. Dieser Inner Circle sollte bestehende und geplante Kopfbahnhöfe der Eisenbahn miteinander verbinden. 1864 erfolgte die Gründung der Metropolitan District Railway (allgemein als District Railway bekannt), die den Bau einer unterirdischen Strecke zwischen South Kensington und Tower Hill in Angriff nahm. Sechs Jahre später waren die Arbeiten abgeschlossen.
1871 nahm die District Railway die neue Endstation Mansion House in Betrieb, 1876 erreichte die Metropolitan Railway die Station Aldgate. Somit bestand noch eine Lücke von rund zweieinhalb Kilometern. Aufgrund zahlreicher Differenzen zwischen beiden Gesellschaften verzögerte sich der Baufortschritt und es war ein weiterer Parlamentsbeschluss notwendig, um den Ring vollenden zu können. Am 6. Oktober 1884 war es schließlich soweit. Von diesem Tag an befuhr die Metropolitan Railway die Ringstrecke im Uhrzeigersinn, die District Railway im Gegenuhrzeigersinn.

### Weitere Ringstrecken

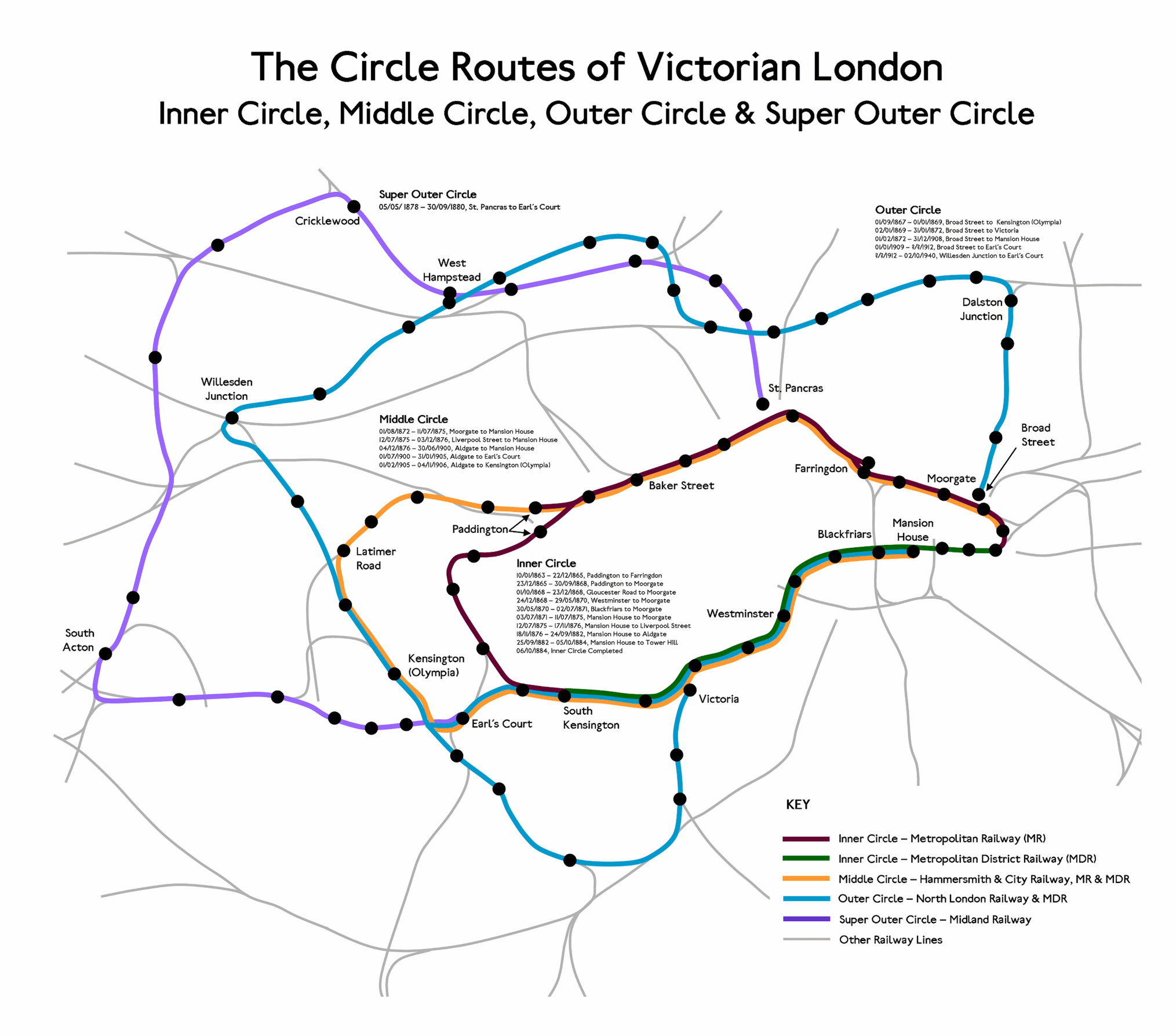
Die verschiedenen Ringstrecken der viktorianischen Zeit

Neben dem Inner Circle gab es weitere Strecken, die London umrundeten, auch wenn diese keinen geschlossenen Ring bildeten. Die London and North Western Railway betrieb ab 1872 einen äußeren Ring (Outer Circle) auf der Strecke Broad Street – Willesden Junction – Earl’s Court – Mansion House. Im selben Jahr führte die Great Western Railway den mittleren Ring (Middle Circle) ein, von Moorgate über Latimer Road und Earl’s Court nach Mansion House. Beide wurden 1900 bzw. 1909 nach Earl’s Court zurückgezogen und später ganz aufgegeben. Die Great Western Railway betrieb zuletzt bis 1940 einen Pendelzug von der Hammersmith & City Line bis zur Addison Road (heute Bahnhof Kensington Olympia).
Von 1880 bis 1882 betrieb die Midland Railway einen Super Outer Circle von St Pancras über West Hampstead und South Acton nach Earl’s Court.

### Elektrifizierung

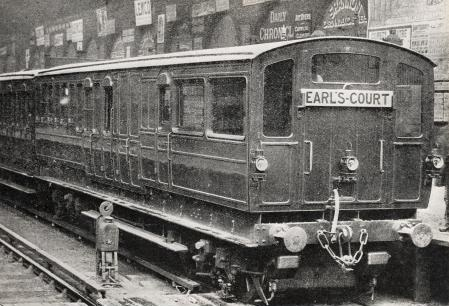
Elektrischer Testzug der Metropolitan Railway und der District Railway (1900)

Beide Bahngesellschaften, die von Dampflokomotiven gezogene Züge einsetzten, wurden zu Beginn des 20. Jahrhunderts im Stadtzentrum von neuen Konkurrenten mit elektrischen Röhrenbahnen und Straßenbahnen herausgefordert. Da Dampfzüge in Tunnelstrecken darüber hinaus zunehmend als dreckig und veraltet galten, entschloss man sich zur Elektrifizierung der Strecken. Beide Gesellschaften führten im Jahr 1900 einen gemeinsamen elektrischen Testbetrieb auf dem Teilstück zwischen Earl’s Court und High Street Kensington durch und einigten sich auf ein Wechselstrom-System. Als der Investor Charles Tyson Yerkes sich 1901 mit seiner Holdinggesellschaft Underground Electric Railways Company of London an der District Railway beteiligte, bevorzugte er jedoch, basierend auf seinen Erfahrungen in den Vereinigten Staaten, ein Gleichstrom-System mit Stromschiene. Nach Vermittlung durch den Board of Trade begannen District Railway und Metropolitan Railway, ihre Strecken zu elektrifizieren. Am 1. Juli 1905 waren die Arbeiten abgeschlossen.
Als der elektrische Betrieb am 1. Juli 1905 aufgenommen werden sollte, stellte sich heraus, dass die Metropolitan-Züge etwas schmalere Stromabnehmer besaßen und deshalb nicht mit dem südlichen Teil der Ringstrecke kompatibel waren. Die Metropolitan-Züge mussten daraufhin angepasst werden. Schließlich begann der uneingeschränkte elektrische Betrieb auf der Ringstrecke am 24. September 1905. Die Metropolitan Railway übernahm am 31. Oktober 1926 sämtliche Ringstrecken-Kurse, mit Ausnahme dreier Züge an Sonntagen.

### London Transport
Am 1. Juli 1933 gingen die Metropolitan Railway und die District Railway, die übrigen U-Bahnen sowie zahlreiche Straßenbahn- und Busbetriebe im öffentlich-rechtlichen London Passenger Transport Board auf. Der erste von Harry Beck entworfene Liniennetzplan zeigte eine Metropolitan Line nördlich von High Street Kensington und Mark Lane (heute Tower Hill) sowie eine District Line südlich dieser beiden Punkte. Auf dem Liniennetzplan von 1947 wurden Metropolitan und District Line zusammen mit derselben Farbe dargestellt. 1949 erschien erstmals die Circle Line als separate Linie in Gelb auf dem Liniennetzplan.
1998 wurde die Infrastruktur der Circle Line teilprivatisiert und in eine Public Private Partnership überführt, die Betriebsführung übertrug man dem Metronet-Konsortium. 2007 ging Metronet in Konkurs, woraufhin die Verkehrsgesellschaft Transport for London die vollständige Kontrolle übernahm. Am 7. Juli 2005 explodierten Bomben auf zwei Zügen der Circle Line. Der eine war zwischen Liverpool Street und Aldgate unterwegs, der andere befand sich in der Station Edgware Road. Die Bomben töteten 15 Menschen, darunter die beiden Selbstmordattentäter. Die Circle Line war nach den Anschlägen vier Wochen lang gesperrt und wurde am 4. August wieder in Betrieb genommen.

### Erweiterung
Am 13. Dezember 2009 wurde die Circle Line nach Hammersmith verlängert und befährt dorthin dieselben Gleise wie die Hammersmith & City Line. Im Gegenuhrzeigersinn verläuft die Linie seither von Edgware Road aus um den gesamten Innenstadtring zurück nach Edgware Road und weiter nach Hammersmith. Durch eine feste Endstation versprach sich London Underground mehr Pünktlichkeit und größere Kapazität auf dem Hammersmith-Streckenast.

## Züge
Anfangs waren es Kondensdampfloks, die ihre Runden drehten. 1905 wurden Züge der B Stock in Dienst gestellt, die 1934 nochmals renoviert wurden. 1936 stellte man den M Stock in Dienst. Im Laufe der Jahre mischte sich der Fahrzeugbestand, es ging vom Co/Cp Stock bis zum P Stock der District Line und Metropolitan Line. Zwischen 1969 und 1977 wurde der C Stock in Dienst gestellt. Dieser wurde 2012/13 durch den S Stock abgelöst.
Züge der Circle Line werden im Depot Hammersmith gewartet, nahe der Endstation Hammersmith gelegen. Nachts werden die Züge zu Abstellanlagen bei den Stationen Barking, Farringdon und High Street Kensington überführt. Das Depot Hammersmith war im Auftrag der Metropolitan Railway von der Great Western Railway erbaut worden, als die gemeinsam genutzte Strecke zu Beginn des 20. Jahrhunderts elektrifiziert wurde.

## Betrieb
Die Circle Line befährt auf dem größten Teil ihrer Strecke Gleise, die auch von der District Line, der Metropolitan Line und der Hammersmith & City Line genutzt werden. Nur zwei kurze Abschnitte werden allein von der Circle Line befahren, nämlich die beiden Verbindungskurven zwischen den Stationen High Street Kensington und Gloucester Road sowie zwischen Aldgate und Tower Hill.
Bis zur Einführung einer festen Endstation am 13. Dezember 2009 verließ jeder Zug einmal täglich den Kreislauf und fuhr zu den Stationen Mansion House oder Tower Hill. Dort wendete der Zug und fuhr dann in der entgegengesetzten Richtung weiter, damit die Räder gleichmäßiger belastet und abgenutzt wurden. Die Circle Line war in besonderem Maße von Betriebsstörungen und Verspätungen betroffen, da insgesamt sechs niveaugleiche Verzweigungen passiert werden mussten. Verspätungen, die hier entstanden, wenn ein Zug warten musste, bis ein anderer die Verzweigung freigab, konnten von der Circle Line nur schwer ausgeglichen werden. Anders als bei den anderen Linien gab es keine Möglichkeit, verlorene Zeit beim Kehren am Endbahnhof wettzumachen.
Auf der Circle Line verkehren seit Dezember 2012 6 Züge pro Stunde. Auf dem gemeinsam mit der Hammersmith & City Line bedienten Abschnitt ergibt sich durchschnittlich ein 5-Minuten-Takt.

## Karte
| \| Hammersmith \| Hammersmith \| \| \| \| Goldhawk Road \| Goldhawk Road \| \| Hammersmith Depot \| Hammersmith Depot \| \| \| \| Shepherd’s Bush Market \| Shepherd’s Bush Market \| \| \| \| \| \| \| Central Line \| \| \| \| \| \| \| \| Wood Lane \| \| \| \| \| \| \| \| Latimer Road \| \| \| \| \| \| \| \| Ladbroke Grove \| \| \| \| \| \| \| \| Westbourne Park \| \| \| District Line \| District Line \| \| \| \| Royal Oak \| Royal Oak \| \| \| \| \| \| \| High Street Kensington \| \| \| Gloucester Road \| Gloucester Road \| \| \| \| Notting Hill Gate \| Notting Hill Gate \| \| South Kensington \| South Kensington \| \| \| \| Bayswater \| Bayswater \| \| \| \| \| \| \| Paddington \| \| \| Sloane Square \| \| \| \| \| \| \| \| \| \| \| \| \| Edgware Road \| \| \| Victoria \| Victoria \| \| \| \| Metropolitan Line \| Metropolitan Line \| \| \| \| \| \| \| Baker Street \| \| \| St James’s Park \| \| \| \| \| \| \| \| \| \| \| \| \| Great Portland Street \| \| \| Westminster \| Westminster \| \| \| \| Euston Square \| Euston Square \| \| Embankment \| Embankment \| \| \| \| Thameslink \| Thameslink \| \| \| \| \| \| \| King’s Cross St. Pancras \| \| \| Temple \| \| \| \| \| \| \| \| \| \| \| \| \| Farringdon \| \| \| Blackfriars \| Blackfriars \| \| \| \| City Thameslink \| City Thameslink \| \| \| \| \| \| \| \| \| \| Mansion House \| Mansion House \| \| \| \| Barbican \| Barbican \| \| Cannon Street \| \| \| \| \| \| \| \| Monument \| \| \| \| \| \| \| \| Tower Hill \| Tower Hill \| \| \| \| Moorgate \| Moorgate \| \| \| \| \| \| \| Liverpool Street \| \| \| Aldgate \| \| \| \| \| \| \| \| \| \| \| \| \| \| \| \| District Line \| District Line \| \| \| \| Hammersmith & City Line \| Hammersmith & City Line \| |                   |  |  |  |                          |                         |
| Hammersmith | Hammersmith       |  |  |  | Goldhawk Road            | Goldhawk Road           |
| Hammersmith Depot | Hammersmith Depot |  |  |  | Shepherd’s Bush Market   | Shepherd’s Bush Market  |
| |                   |  |  |  | Central Line             |                         |
| |                   |  |  |  | Wood Lane                |                         |
| |                   |  |  |  | Latimer Road             |                         |
| |                   |  |  |  | Ladbroke Grove           |                         |
| |                   |  |  |  | Westbourne Park          |                         |
| District Line | District Line     |  |  |  | Royal Oak                | Royal Oak               |
| |                   |  |  |  | High Street Kensington   |                         |
| Gloucester Road | Gloucester Road   |  |  |  | Notting Hill Gate        | Notting Hill Gate       |
| South Kensington | South Kensington  |  |  |  | Bayswater                | Bayswater               |
| |                   |  |  |  | Paddington               |                         |
| Sloane Square |                   |  |  |  |                          |                         |
| |                   |  |  |  | Edgware Road             |                         |
| Victoria | Victoria          |  |  |  | Metropolitan Line        | Metropolitan Line       |
| |                   |  |  |  | Baker Street             |                         |
| St James’s Park |                   |  |  |  |                          |                         |
| |                   |  |  |  | Great Portland Street    |                         |
| Westminster | Westminster       |  |  |  | Euston Square            | Euston Square           |
| Embankment | Embankment        |  |  |  | Thameslink               | Thameslink              |
| |                   |  |  |  | King’s Cross St. Pancras |                         |
| Temple |                   |  |  |  |                          |                         |
| |                   |  |  |  | Farringdon               |                         |
| Blackfriars | Blackfriars       |  |  |  | City Thameslink          | City Thameslink         |
| |                   |  |  |  |                          |                         |
| Mansion House | Mansion House     |  |  |  | Barbican                 | Barbican                |
| Cannon Street |                   |  |  |  |                          |                         |
| Monument |                   |  |  |  |                          |                         |
| Tower Hill | Tower Hill        |  |  |  | Moorgate                 | Moorgate                |
| |                   |  |  |  | Liverpool Street         |                         |
| Aldgate |                   |  |  |  |                          |                         |
| |                   |  |  |  |                          |                         |
| District Line | District Line     |  |  |  | Hammersmith & City Line  | Hammersmith & City Line |

| Hammersmith       | Hammersmith       |  |  |  | Goldhawk Road            | Goldhawk Road           |
| Hammersmith Depot | Hammersmith Depot |  |  |  | Shepherd’s Bush Market   | Shepherd’s Bush Market  |
|                   |                   |  |  |  | Central Line             |                         |
|                   |                   |  |  |  | Wood Lane                |                         |
|                   |                   |  |  |  | Latimer Road             |                         |
|                   |                   |  |  |  | Ladbroke Grove           |                         |
|                   |                   |  |  |  | Westbourne Park          |                         |
| District Line     | District Line     |  |  |  | Royal Oak                | Royal Oak               |
|                   |                   |  |  |  | High Street Kensington   |                         |
| Gloucester Road   | Gloucester Road   |  |  |  | Notting Hill Gate        | Notting Hill Gate       |
| South Kensington  | South Kensington  |  |  |  | Bayswater                | Bayswater               |
|                   |                   |  |  |  | Paddington               |                         |
| Sloane Square     |                   |  |  |  |                          |                         |
|                   |                   |  |  |  | Edgware Road             |                         |
| Victoria          | Victoria          |  |  |  | Metropolitan Line        | Metropolitan Line       |
|                   |                   |  |  |  | Baker Street             |                         |
| St James’s Park   |                   |  |  |  |                          |                         |
|                   |                   |  |  |  | Great Portland Street    |                         |
| Westminster       | Westminster       |  |  |  | Euston Square            | Euston Square           |
| Embankment        | Embankment        |  |  |  | Thameslink               | Thameslink              |
|                   |                   |  |  |  | King’s Cross St. Pancras |                         |
| Temple            |                   |  |  |  |                          |                         |
|                   |                   |  |  |  | Farringdon               |                         |
| Blackfriars       | Blackfriars       |  |  |  | City Thameslink          | City Thameslink         |
|                   |                   |  |  |  |                          |                         |
| Mansion House     | Mansion House     |  |  |  | Barbican                 | Barbican                |
| Cannon Street     |                   |  |  |  |                          |                         |
| Monument          |                   |  |  |  |                          |                         |
| Tower Hill        | Tower Hill        |  |  |  | Moorgate                 | Moorgate                |
|                   |                   |  |  |  | Liverpool Street         |                         |
| Aldgate           |                   |  |  |  |                          |                         |
|                   |                   |  |  |  |                          |                         |
| District Line     | District Line     |  |  |  | Hammersmith & City Line  | Hammersmith & City Line |

## Details zu den Stationen
(im Gegenuhrzeigersinn von Edgware Road aus)

### Mit District Line

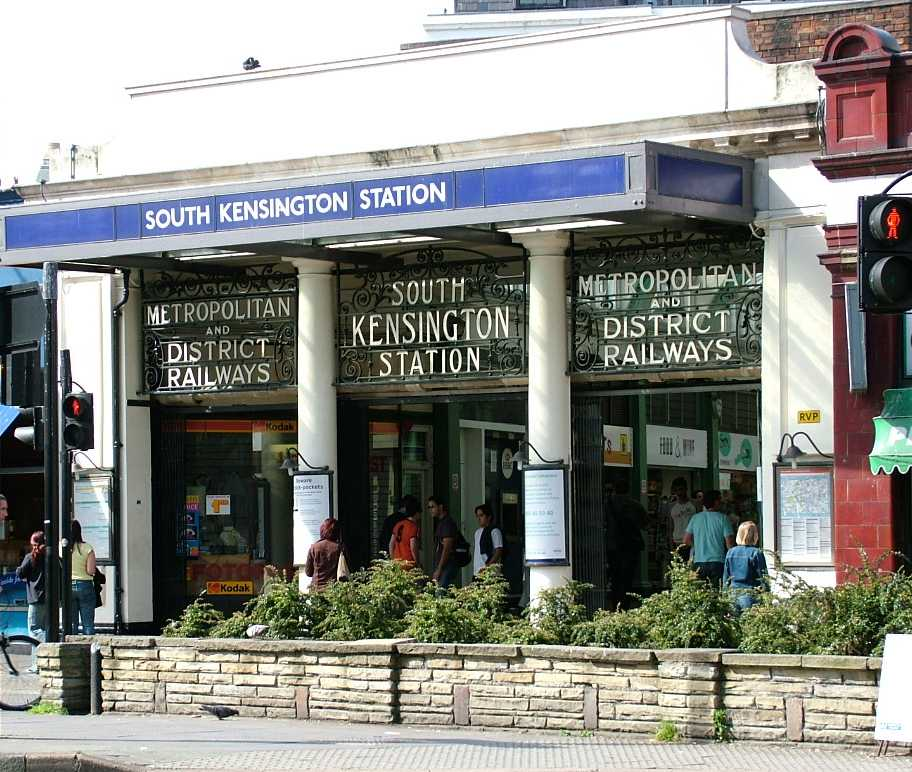
Eingang zur Station South Kensington

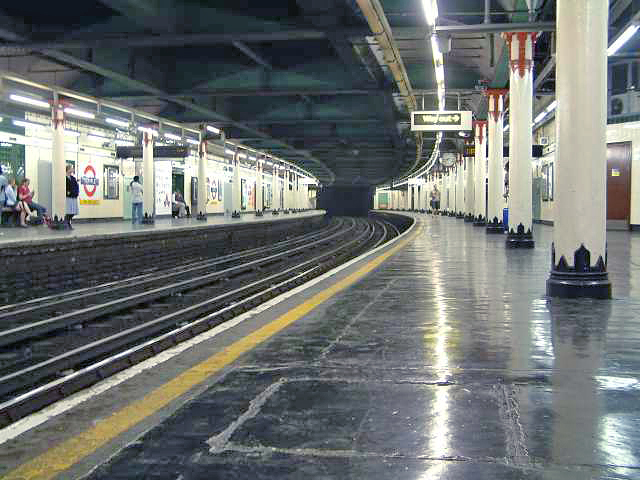
Station Temple

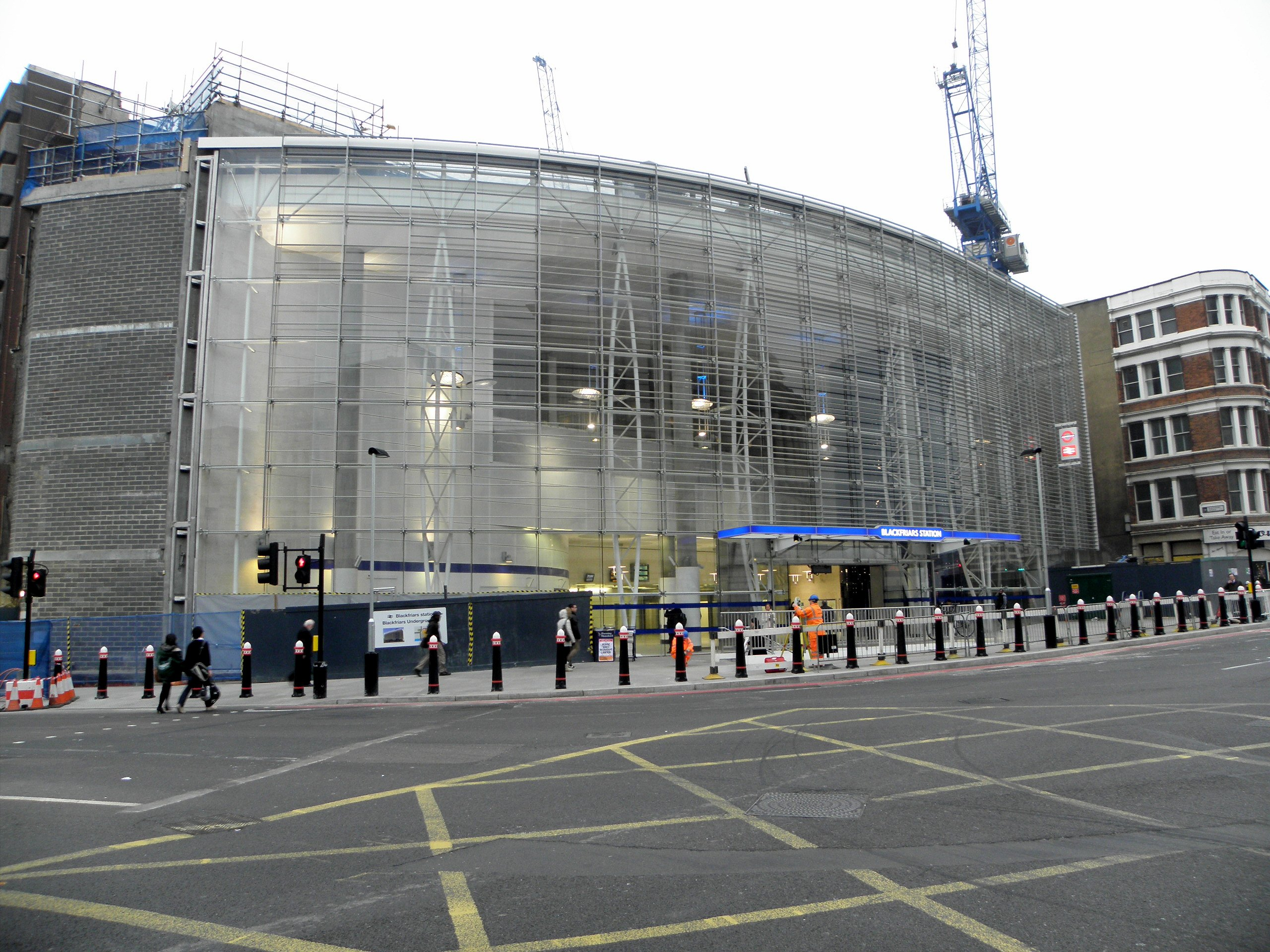
Blackfriars tube stn and Thameslink northern entrance 2012

- Edgware Road – eröffnet am 10. Januar 1863, geschlossen am 23. Juli 2011, wiedereröffnet am 23. August 2011
- Paddington – eröffnet am 1. Oktober 1868 als Paddington (Praed Street); umbenannt in Paddington am 11. Juli 1948, geschlossen am 23. Juli 2011, wiedereröffnet am 23. August 2011
- Bayswater – eröffnet am 1. Oktober 1868 als Bayswater; umbenannt in Bayswater (Queen’s Road) & Westbourne Grove im Jahr 1923; umbenannt in Bayswater (Queen's Road) im Jahr 1933; umbenannt in Bayswater am 1. September 1946, geschlossen am 23. Juli 2011, wiedereröffnet am 23. August 2011
- Notting Hill Gate – eröffnet am 1. Oktober 1868, geschlossen am 23. Juli 2011, wiedereröffnet am 23. August 2011
- High Street Kensington – eröffnet am 1. Oktober 1868 als Kensington High Street, umbenannt in High Street Kensington im Jahr 1880
- Gloucester Road – eröffnet am 1. Oktober 1868 als Brompton (Gloucester Road); umbenannt in Gloucester Road im Jahr 1907
- South Kensington – eröffnet am 24. Dezember 1868
- Sloane Square – eröffnet am 24. Dezember 1868
- Victoria – eröffnet am 24. Dezember 1868
- St. James’s Park – eröffnet am 24. Dezember 1868
- Westminster – eröffnet als Westminster Bridge am 24. Dezember 1868, umbenannt in Westminster im Jahr 1907
- Embankment – eröffnet als Charing Cross am 30. Mai 1870; umbenannt in Charing Cross Embankment am 4. August 1974; umbenannt in Embankment am 12. September 1976
- Temple – eröffnet am 30. Mai 1870
- Blackfriars – eröffnet am 30. Mai 1870
- Mansion House – eröffnet am 3. Juli 1871, geschlossen am 29. Oktober 1989, wiedereröffnet am 11. Februar 1991
- Cannon Street – eröffnet am 6. Oktober 1884
- Monument – eröffnet am 6. Oktober 1884 als Eastcheap; umbenannt in Monument am 1. November 1884
- Tower Hill – eröffnet als Tower of London am 25. September 1882; geschlossen am 6. Oktober 1884 und am selben Tag an neuem Standort als Mark Lane wiedereröffnet; umbenannt in Tower Hill am 1. September 1946; geschlossen am 4. Februar 1967 und einen Tag später am ursprünglichen Standort wiedereröffnet

### Mit Metropolitan Line und H&C Line

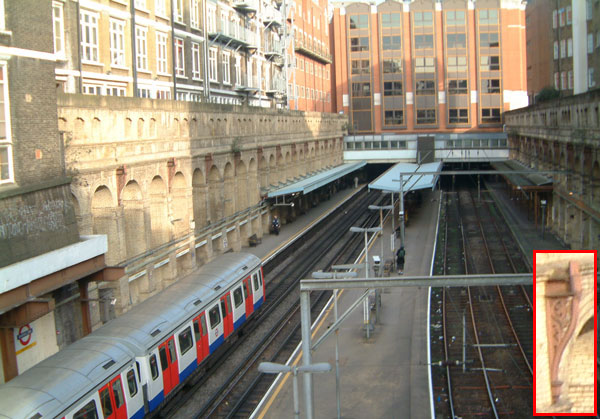
Die nach oben offene Station Barbican

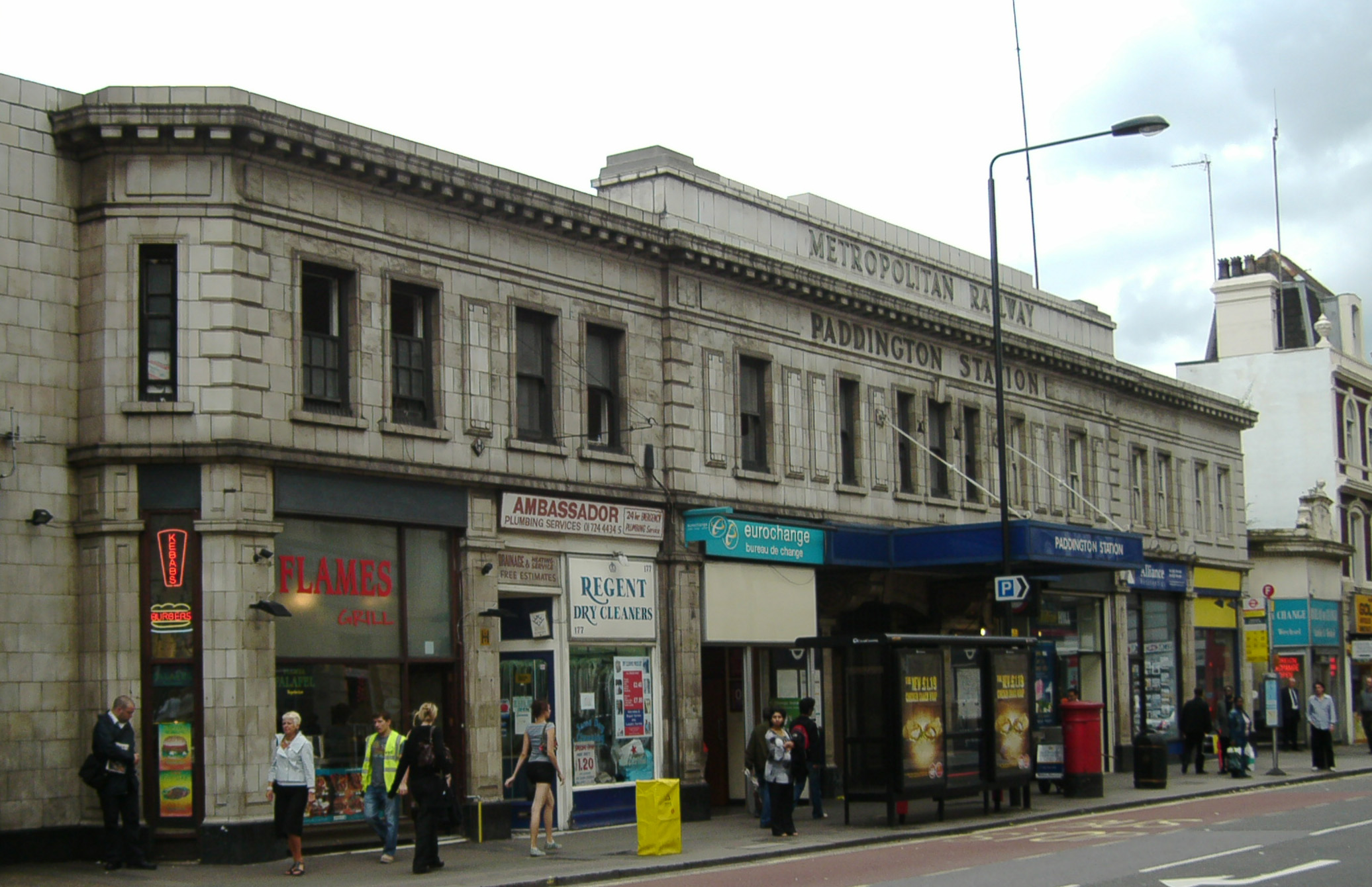
Eingang zum Bahnhof Paddington (Nordostansicht)

- Aldgate – eröffnet am 18. November 1876
- Liverpool Street – eröffnet am 1. Februar 1875 als Bishopsgate; umbenannt in Liverpool Street am 1. November 1909
- Moorgate – eröffnet am 23. Dezember 1865 als Moorgate Street; umbenannt in Moorgate am 24. Oktober 1924
- Barbican – eröffnet am 23. Dezember 1865 als Aldersgate Street; am 1. November 1910 in Aldersgate umbenannt; im Jahr 1923 in Aldersgate & Barbican umbenannt; am 1. Dezember 1968 in Barbican umbenannt
- Farringdon – eröffnet am 10. Januar 1863 als Farringdon Street; geschlossen am 22. Dezember 1865 und einen Tag später am heutigen Standort wiedereröffnet; umbenannt in Farringdon & High Holborn am 26. Januar 1922; umbenannt in Farringdon am 21. April 1936
- King’s Cross St. Pancras – eröffnet am 10. Januar 1863 als King's Cross; umbenannt in King’s Cross St. Pancras im Jahr 1933, geschlossen am 9. März 1941, am heutigen Standort wiedereröffnet am 14. März 1941
- Euston Square – eröffnet als Gower Street am 10. Januar 1863; umbenannt in Euston Square am 1. November 1909
- Great Portland Street – eröffnet als Portland Road am 10. Januar 1863; umbenannt in Great Portland Street am 1. März 1917
- Baker Street – eröffnet am 10. Januar 1863

### Mit H & C Line
- Edgware Road

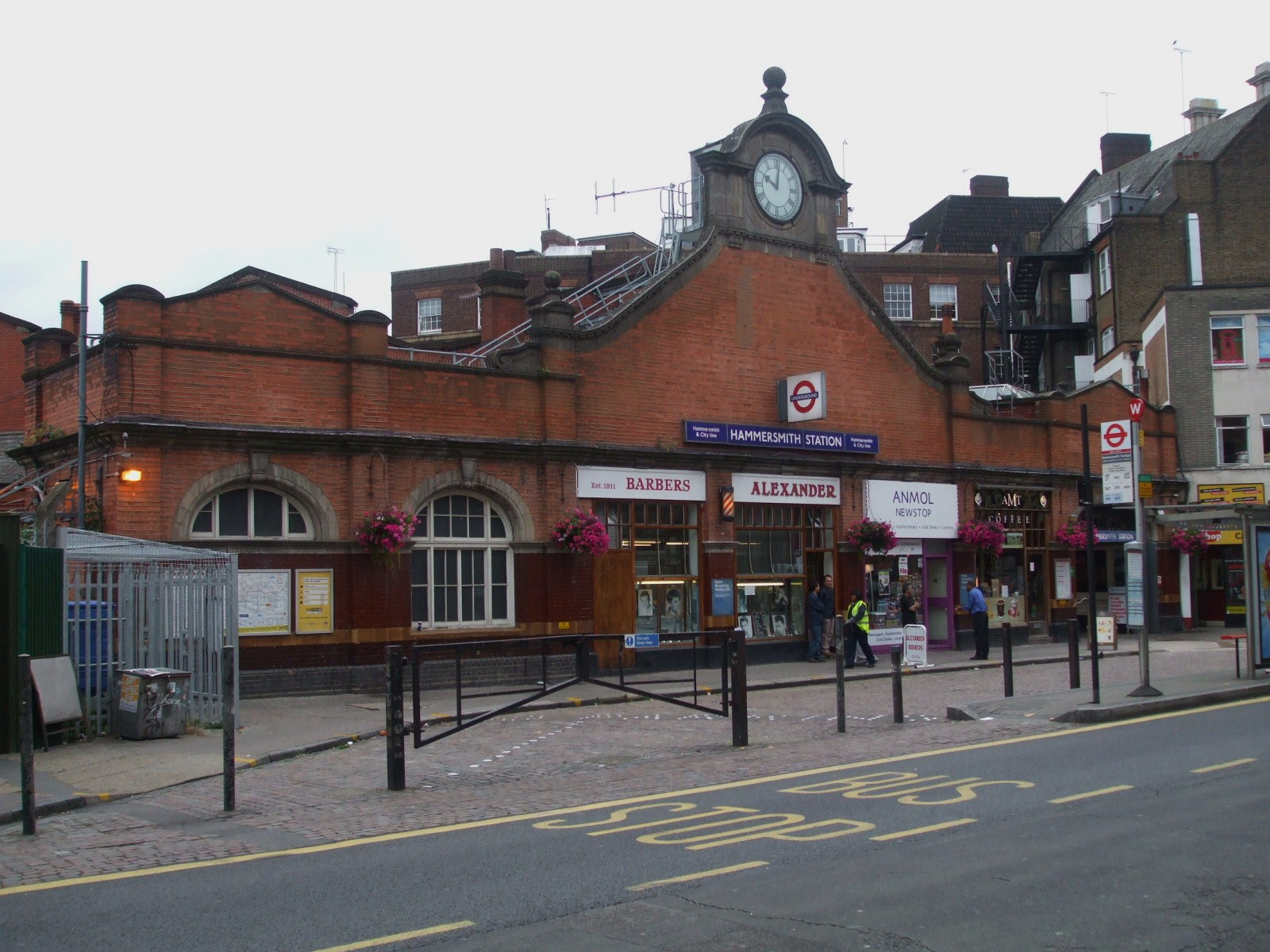
Station Hammersmith

- Paddington – eröffnet als Paddington (Bishop's Road) am 10. Januar 1863; umbenannt in Paddington am 10. September 1933, seit 13. Dezember 2009 von der Circle Line befahren
- Royal Oak – eröffnet am 30. Oktober 1871, seit 13. Dezember 2009 von der Circle Line befahren
- Westbourne Park – eröffnet am 1. Februar 1866; geschlossen am 31. Oktober 1871 und einen Tag später am heutigen Standort wiedereröffnet, seit 13. Dezember 2009 von der Circle Line befahren
- Ladbroke Grove – eröffnet am 13. Juni 1864 als Notting Hill; umbenannt in Notting Hill (Ladbroke Grove) im Jahr 1880, umbenannt in Ladbroke Grove (North Kensington) im Jahr 1919, umbenannt in Ladbroke Grove im Jahr 1938, seit 13. Dezember 2009 von der Circle Line befahren
- Latimer Road – eröffnet am 16. Dezember 1868, seit 13. Dezember 2009 von der Circle Line befahren
- Wood Lane – eröffnet am 12. Oktober 2008, seit 13. Dezember 2009 von der Circle Line befahren
- Shepherd’s Bush Market – eröffnet am 13. Juni 1864 als Shepherd’s Bush; geschlossen am 31. März 1914 und einen Tag später am heutigen Standort wiedereröffnet, am 5. Oktober 2008 in Shepherd’s Bush Market umbenannt, seit 13. Dezember 2009 von der Circle Line befahren
- Goldhawk Road – eröffnet am 1. April 1914, seit 13. Dezember 2009 von der Circle Line befahren
- Hammersmith – eröffnet am 13. Juni 1864, geschlossen am 30. November 1868 und einen Tag später am heutigen Standort wiedereröffnet, seit 13. Dezember 2009 Endstation der Circle Line

## Circle Line Pub Crawl
Ein Pub Crawl bezeichnet eine (sehr englische) Form des Kneipenbummels, bei der eine Reihe von Pubs nacheinander aufgesucht wird und dabei jeweils ein Getränk (typischerweise ein Pint bzw. halbes Pint) getrunken wird. Beim so genannten Circle Line Pub Crawl nehmen die Teilnehmer an jeder einzelnen Station in einem nahegelegenen Pub ein Getränk zu sich. Sie tragen oft speziell dafür angefertigte T-Shirts und sind daran (und an ihrem nach einigen Stationen fortgeschrittenen Alkoholisierungsgrad) zu erkennen. Seit dem 31. Mai 2008 ist das Trinken alkoholischer Getränke in den Zügen und Stationen nicht mehr erlaubt.